# Deutschland (1900)
A Deutschland óceánjáró a hamburgi HAPAG hajótársaság egyik transzatlanti utasszállítója volt, mely 1900 és 1925 között volt szolgálatban az első világháborús éveket leszámítva. Ez volt a Kaiser Wilhelm der Große után a második olyan transzatlanti óceánjáró, mely négy kéményt kapott.
A Deutschland első útján elhódította a Kék Szalagot a Kaiser Wilhelm der Großétól, és a nyugati irányú átkelés rekordját több mint hét éven át tartotta, mígnem a Cunard Line Lusitania nevű hajója 1907-ben meg nem szerezte tőle. A Deutschland nagy teljesítményű hajtóművei folyamatos vibrációt okoztak, különösen a tatnál, ami miatt a „The Cocktail Shaker” gúnynévvel illették, és ez a tulajdonsága népszerűtlenné tette az I. osztályú utazóközönség körében.
Habár a vibrációs problémákat 1907 táján megoldották, ekkorra azonban a Kék Szalagot elveszítette, a közvetlen konkurencia pedig fényűzőbb, nagyobb, és biztonságosabb hajókat állított szolgálatba. Emiatt és nagy szénfogyasztása miatt a Deutschlandot már 1910-ben kivonták a transzatlanti forgalomból, és üdülőhajóvá alakították. Victoria Luise névre átkeresztelve a világ második olyan hajója lett, mely teljes mértékben üdülőhajóként lett berendezve. Ebben a minőségében rendkívüli népszerűségre tett szert az utazóközönség körében.
Épp a harmadik világ körüli útjára készült, mikor kitört az első világháború. Ekkor rekvirálták, hogy segédcirkálónak alakítsák át. Az üdülőhajóként való alkalmazáshoz azonban a hajtóművei teljesítményét 17 csomóra csökkentették, így erre a feladatra nem lett volna teljesen alkalmas. A munkálatok közben tűz ütött ki a rajta, ami után felhagytak a cirkálóvá való átalakítással és a háború végéig a mólójánál maradt.
A háború után a rossz állapota miatt az antant nem kívánta elvenni jóvátétel címén, így az egyetlen nagyméretű óceánjárója maradt Németországnak. 1920-ban a HAPAG úgy döntött, hogy kivándorlók szállítására fogja alkalmazni a transzatlanti útvonalon Hansa névvel. Az 1920-as évek elején azonban az Egyesült Államok új migrációs törvényeket hozott, ami a hajó üzemeltetését már nem tette nyereségessé, így 1925-ben eladták lebontásra.

## Építése

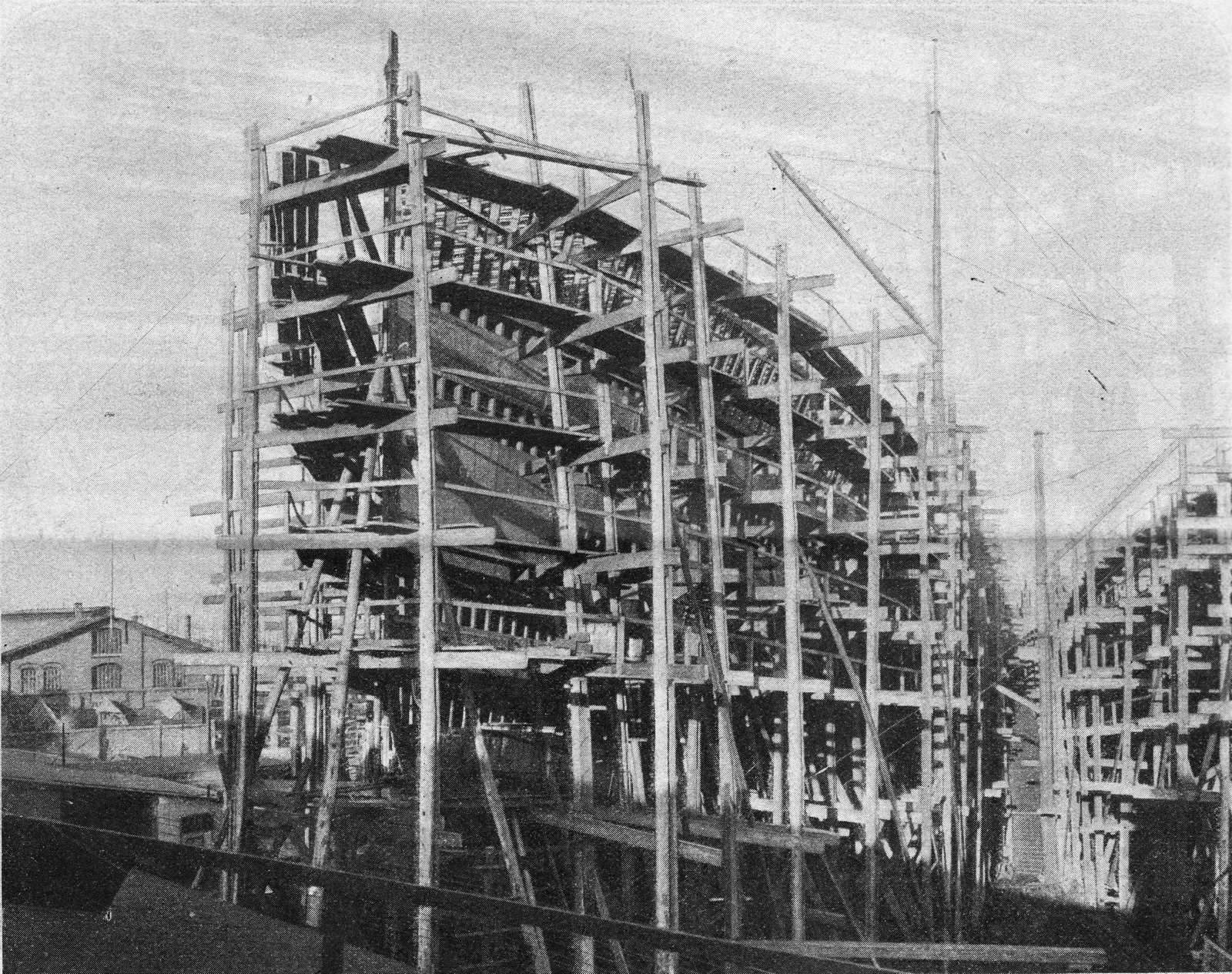
A Deutschland hajóteste építés közben

A Norddeutscher Lloyd (NDL) Kaiser Wilhelm der Große óceánjárójának megjelenése és az utazóközönség körében elért hatalmas sikere után a HAPAG igazgatói tanácsa 1899-ben megszavazta egy újabb gyorsjáratú transzatlanti óceánjáró megépítését, annak ellenére, hogy a Albert Ballin vezérigazgató ellenezte ezt azzal érvelve, hogy „a gyorsaságverseny hiábavaló, a hajótársaságnak [ehelyett] nagy, biztonságos és kényelmes óceánjárók építésére kellene fókuszálnia.”
A tervezett hajó megépítésére a stettini AG Vulcant szemelték ki, azt a hajógyárat, amelyik a Kaiser Wilhelm der Großét építette a rivális NDL számára. A közelgő 20. századra tekintettel a HAPAG úgy döntött, hogy a Deutschlandban egyesíteni fogják a legújabb technológiákat, stílusokat és trendeket.
Elkészültekor a valaha megépített harmadik legnagyobb hajónak számított a Great Eastern és az Oceanic után. A piacon elérhető összes új hajóépítési technológiával felszerelték. Rendelkezett a vízzáró ajtók mozgatását lehetővé tevő központi rendszerrel, melyet bármikor üzembe lehetett helyezni a hajóhídról, fejlett gőzforgató rendszerrel, csőposta üzenetküldő rendszerrel, és két darab nagy teljesítményű kétütemű, négyszeres expanziójú gőzgéppel, melyek a középen elhelyezett hengerek felett extra hengerekkel rendelkeztek. E hajtóművek 34 000 le teljesítmény leadását tették lehetővé, bár az egyik útja során elérték a 37 800 lóerőt is.
A Deutschland az AG Vulcannál a 244-es építési számot kapta és a gerincét 1899 végén fektették le Stettinben. Az építésének egész ideje alatt a sajtó magasztalva tudósított a munkálatokról és az alkalmazott új technológiai megoldásokról. A hajótest ünnepélyes vízrebocsátására 1900. január 10-én került sor a császári család jelenlétében. A keresztelő beszédet Bernhard von Bülow külügyminiszter tartotta. A felszerelésével 1900. június 25-én végeztek.
A hajótípust Németországban “Schnelldampfer” (gyorsgőzös), “Doppelschraubenschnelldampfer” (két hajócsavaros gyorsgőzös) vagy a presztízsértékű előtaggal “Reichspostdamper” (Birodalmi Postagőzös) nevekkel illették.

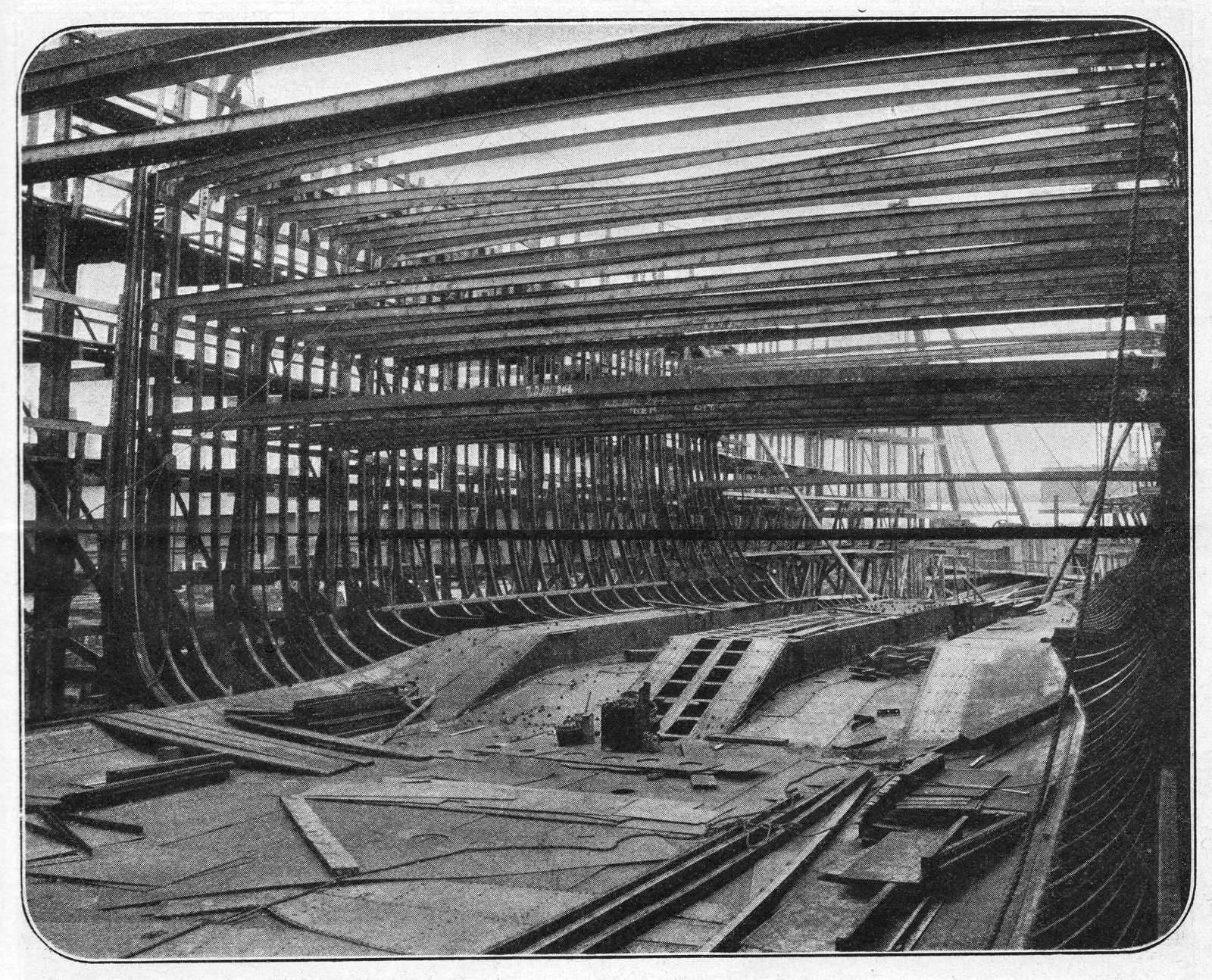
A hajótest építésének kezdetei
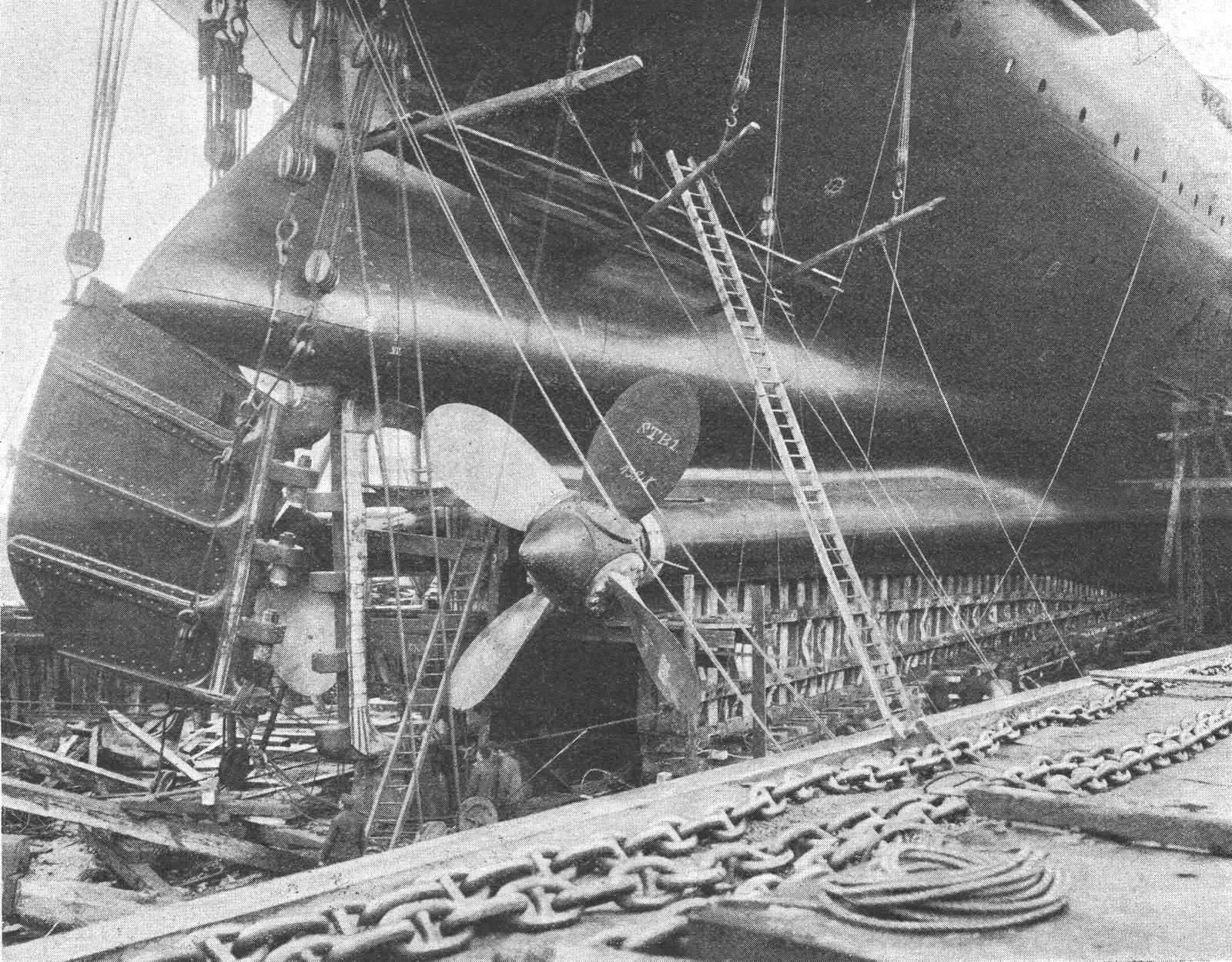
Hajócsavarok felszerelés után
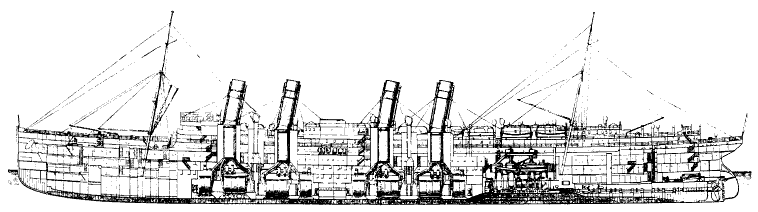
Metszetrajz
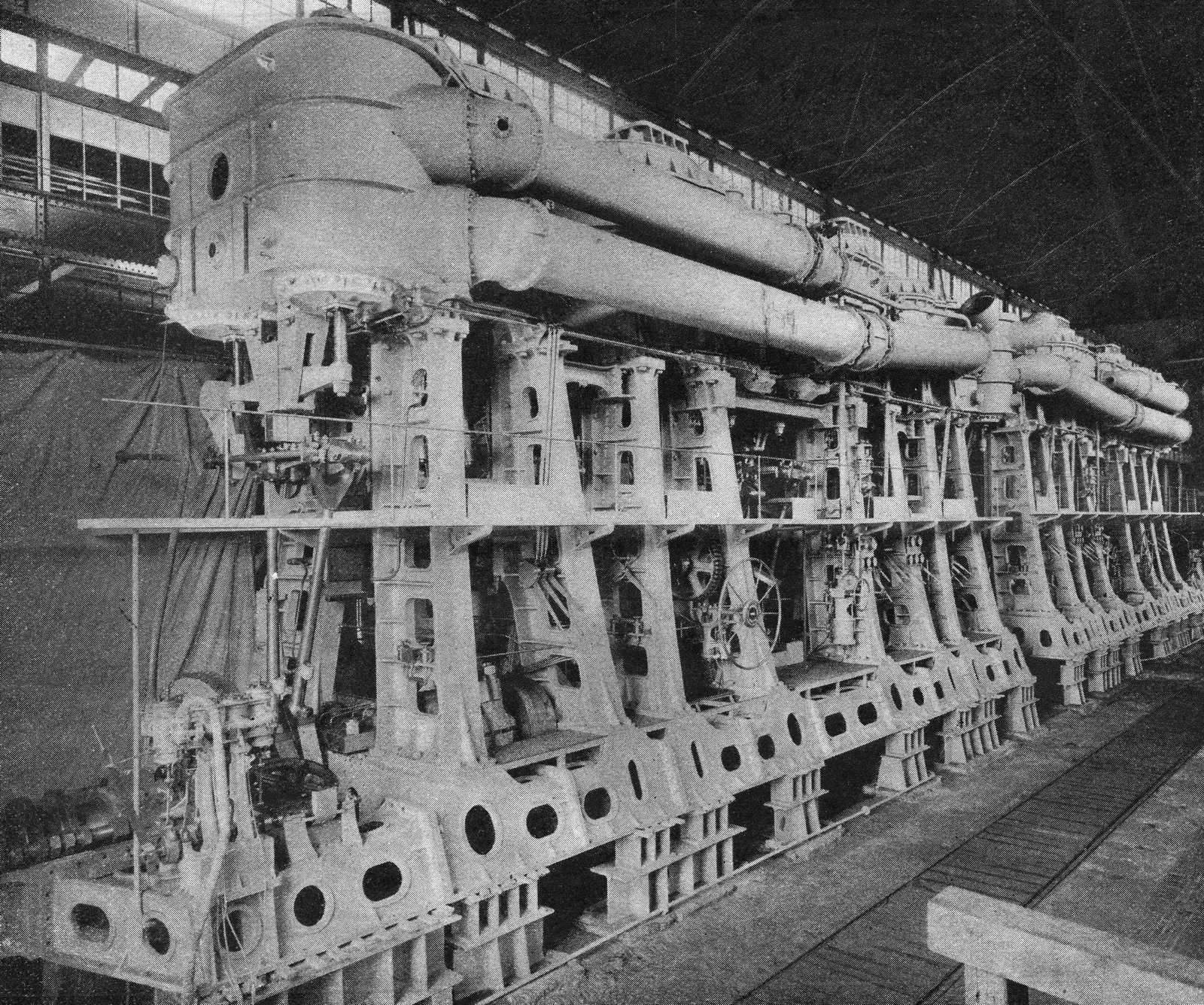
A két hajtómű beépítés előtt
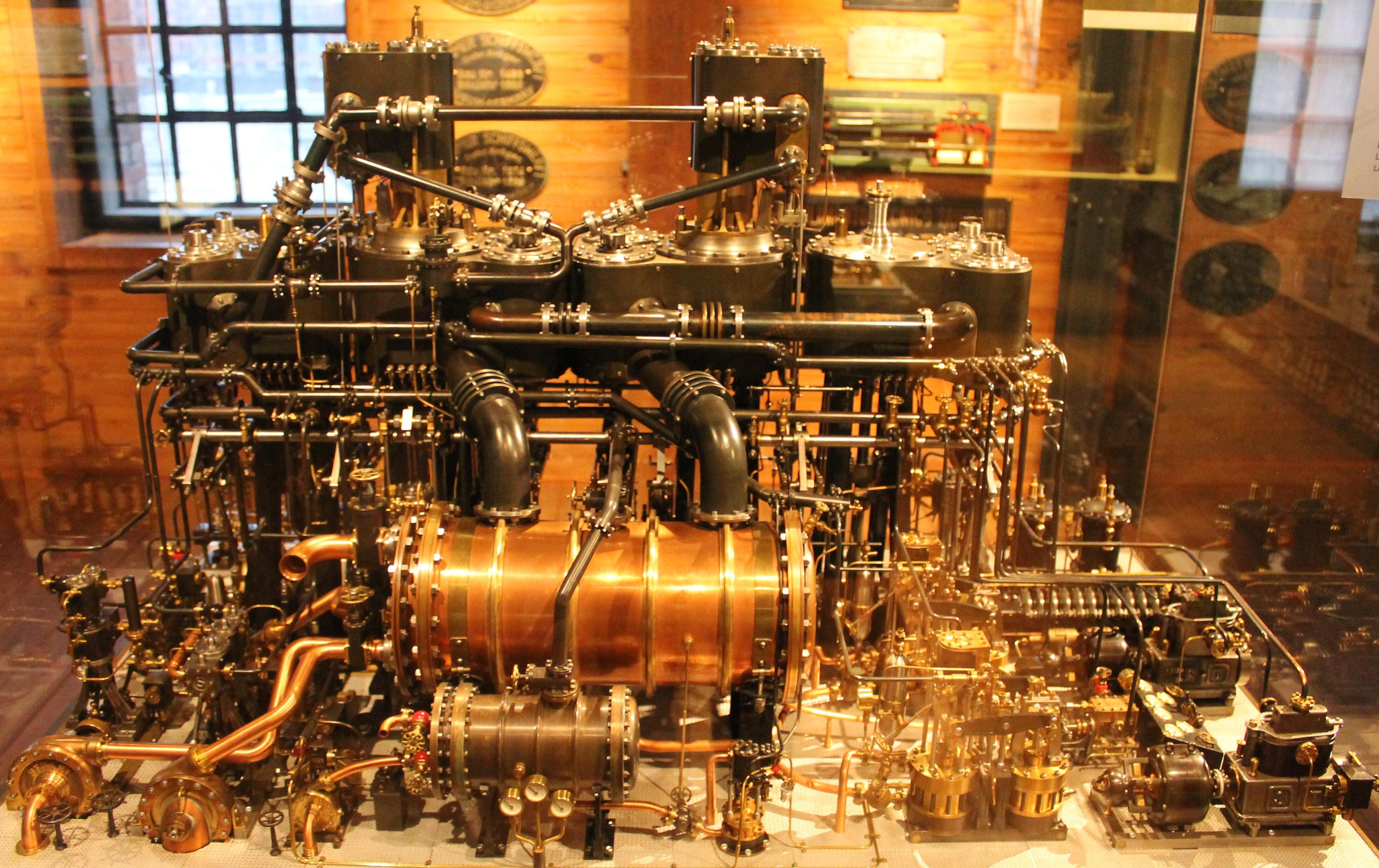
Az egyik gőzgépének modellje
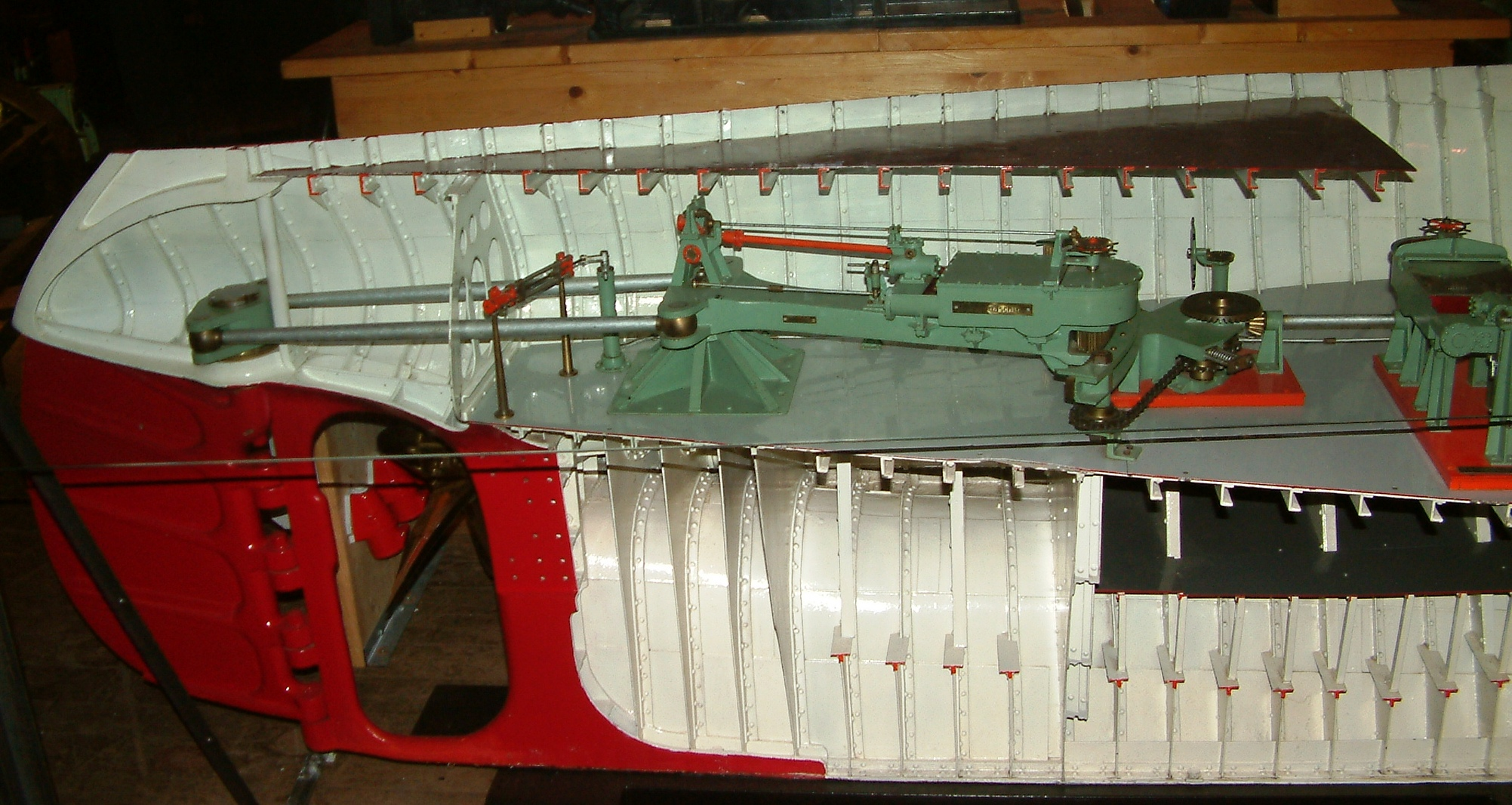
A kormányműrendszer modellje

## Belső berendezés

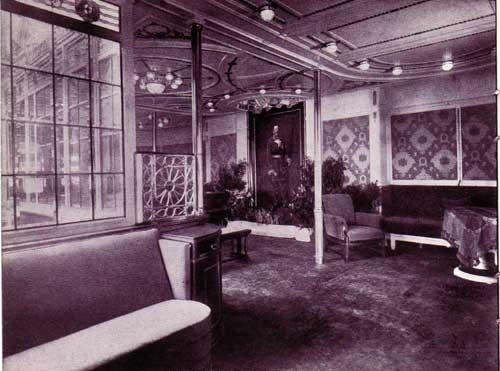
Hölgyek társalgója

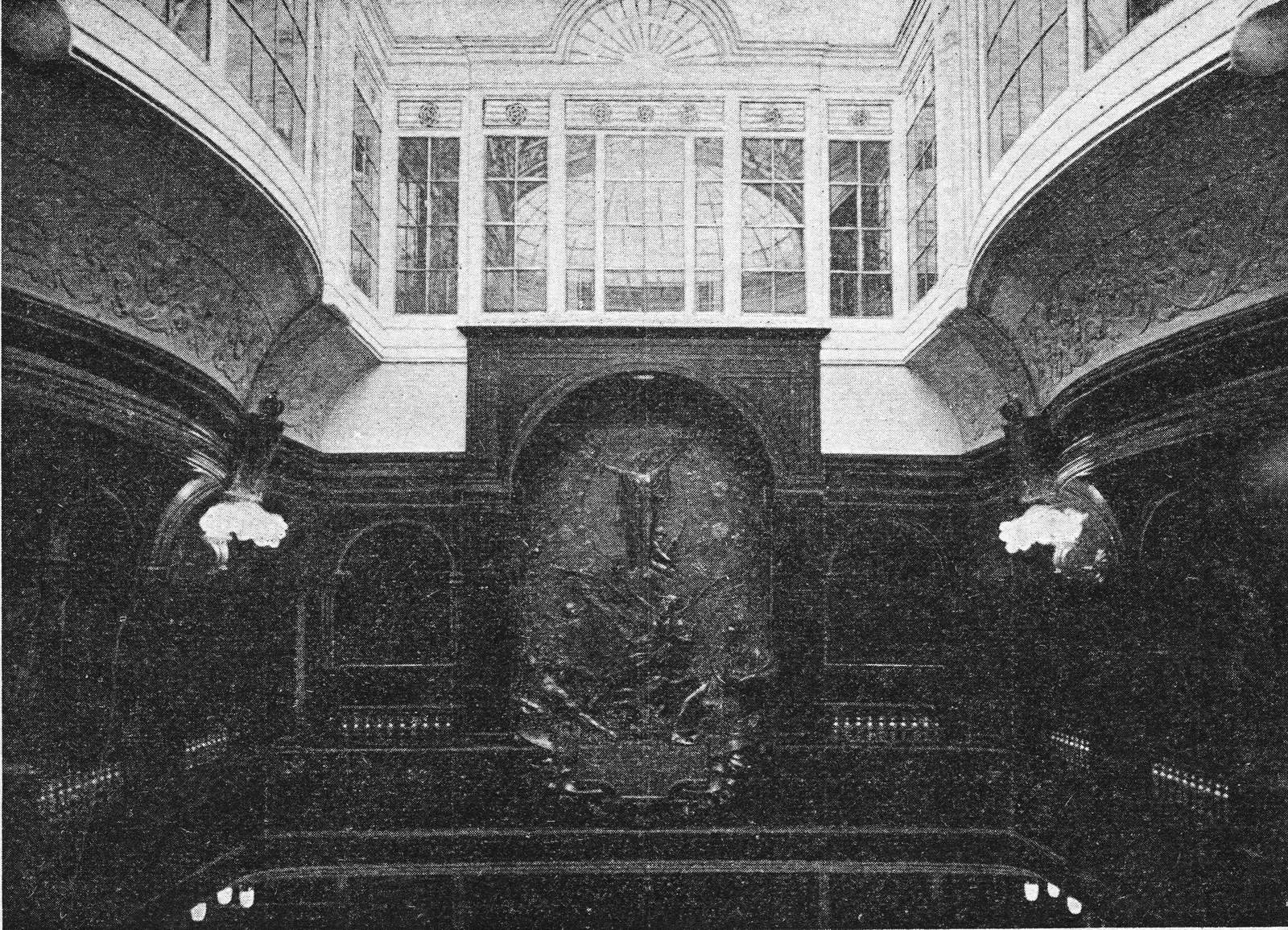
A nagy kupola alatti étterem

A Deutschland belső berendezése teljesen újnak számított a komfort szempontjából, mivel a HAPAG eddig csak másolta a Norddeutscher Lloyd hajóinak Jugendstil stílusát, vagy pedig az Art Nouveau egy egyszerűbb verzióját alkalmazták, mivel ez felemelkedő és népszerű új irányzatnak számított Nyugat-Európában ekkoriban, amit a modernitással azonosítottak.
A Deutschland első osztályú szálláshelyei a hajó közepén kaptak helyet öt szintre kiterjedően és összesen 693 főnek nyújtottak helyet. A hajó központi része a nagyméretű tetőablak volt, ami négy szint mélységig juttatta el a természetes fényt a zeneterem, a nagy lépcsőház és az étkező számára. Az újságok úgy írtak róla, mint a „világ legszebb tetőablaka”.
A csónakfedélzeten, a hajó közepén volt az első osztály bejárata, egy sor luxuslakosztállyal, egy nyomdával, ahol a fedélzeti újságot nyomtatták ki – ilyennel elsőként a Deutschland rendelkezett az óceánjárók közül – valamint egy bölcsődével. 1902–03 folyamán ez utóbbi helyett egy „Vienna Café” lett berendezve világos színekkel és aranyozott részletezettséggel. A felszolgálók „keleti uniformisokhoz” hasonló öltözéket viseltek, hogy ezzel is „egzotikusabbá” tegyék a kávét. A bölcsőde átalakításának oka nem ismert, de lehet az volt, hogy a HAPAG akkoriban engedélyezte a gyermekek és a szüleik közös étkezését a fő étkezőben. Ez ekkortájt még viszonylag szokatlan dolognak számított elit körökben.
A hajó tatjánál pár luxuskabin mellett kapott helyet a „grillező helyiség”, egy kis étterem, hasonló a White Star Line későbbi Olympic-osztályú óceánjáróinak à la carte éttermi szolgáltatásához. Egy különálló berlini étterem személyzete üzemeltette és egy autentikus német hegyi „Gasthaus” (vendégház) ételeit kínálta. A faszerkezet mahagóniból készült és a terem közepén egy nagy, zöld cserepekkel kirakott kályha állt, amit grillezésre, illetve az ételeknek a vendégasztal előtti elkészítésére használtak.
Az „A” fedélzeten kapott helyet a fehér színekkel kifestett, aranyozott tapétájú zeneterem/társalgó, a dohányzó egy nagy központi tetőablakkal és egy festménnyel, mely a hamburgi kikötőt ábrázolta, valamint kétoldalt egy-egy szoborral, melyek a kereskedelmet és a piacot mutatták be. Az egész teremben a világoskék szín dominált.
A „B” fedélzeten főként az első osztály luxuskabinjai kaptak helyet: négy, különböző stílusban berendezett lakosztály, egy fodrászat, és egy pénztárosi iroda.
A „C” fedélzeten volt az első osztály ebédlőszalonja, a falain japán tapétával fedett mahagóniborítással és világosbézs kárpittal a plafonján.
A másodosztály helyiségei az első osztályénak a pontos másolatai voltak, csak kisebb méretekben. Az itteni ebédlő egyszerre helyet tudott kínálni az osztályon utazó mind a 302 személynek egyszerre, míg az első osztály ebédlőszalonjában ezt csak két részletben lehetett megoldani.
A harmadosztály helyiségei a hajó elején kaptak helyet és nem sokban különböztek a Kaiser Wilhelm der Große hasonló minősítésű termeitől.

Első osztályú helyiségek
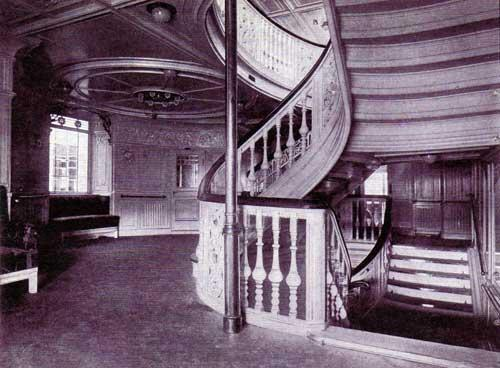
Lépcsőház
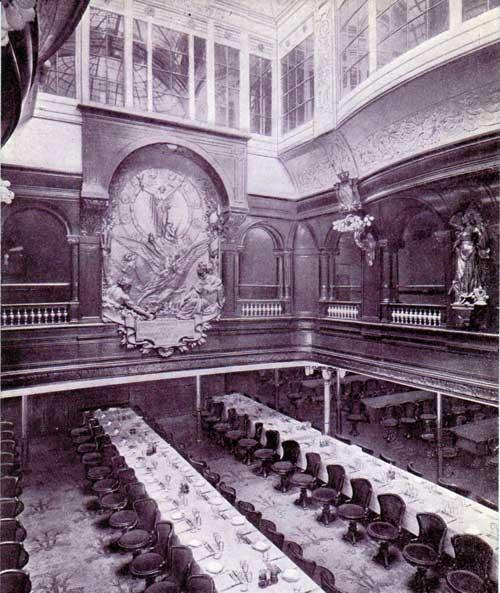
Étterem
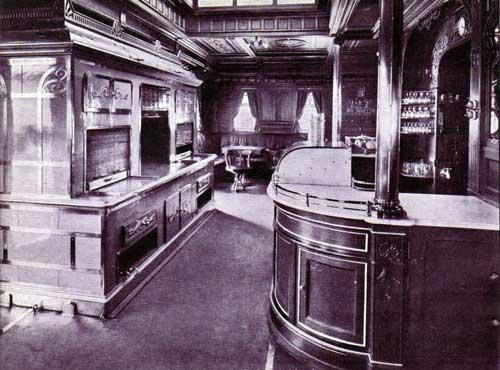
„Grillező”
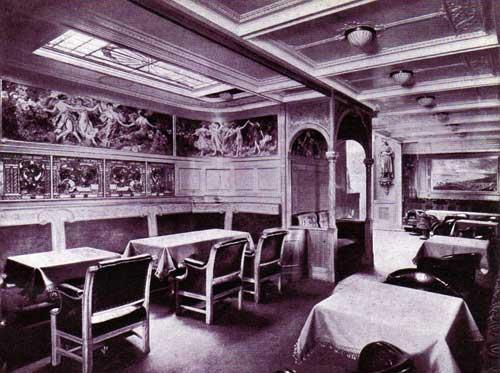
Dohányzó
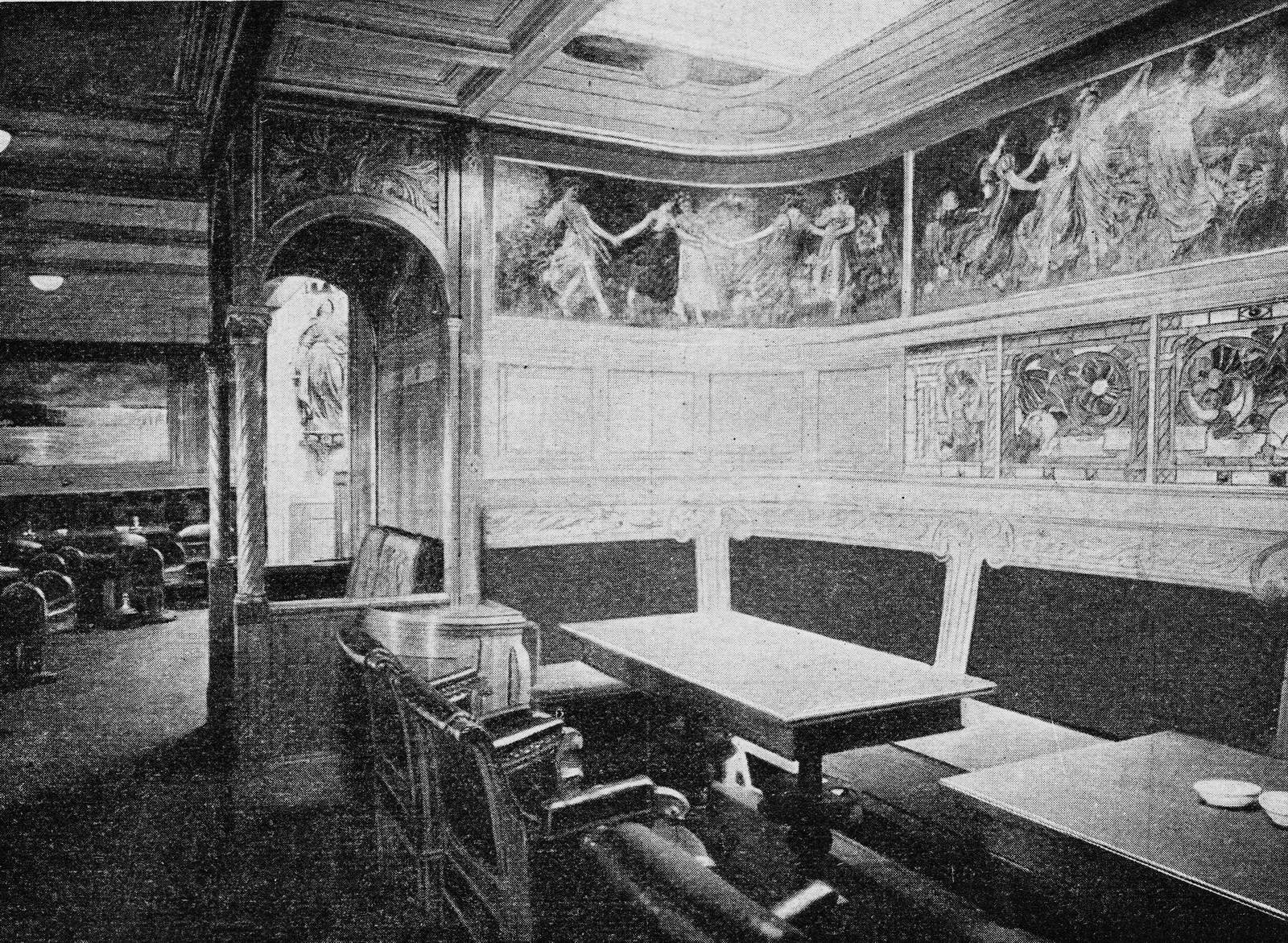
Dohányzó
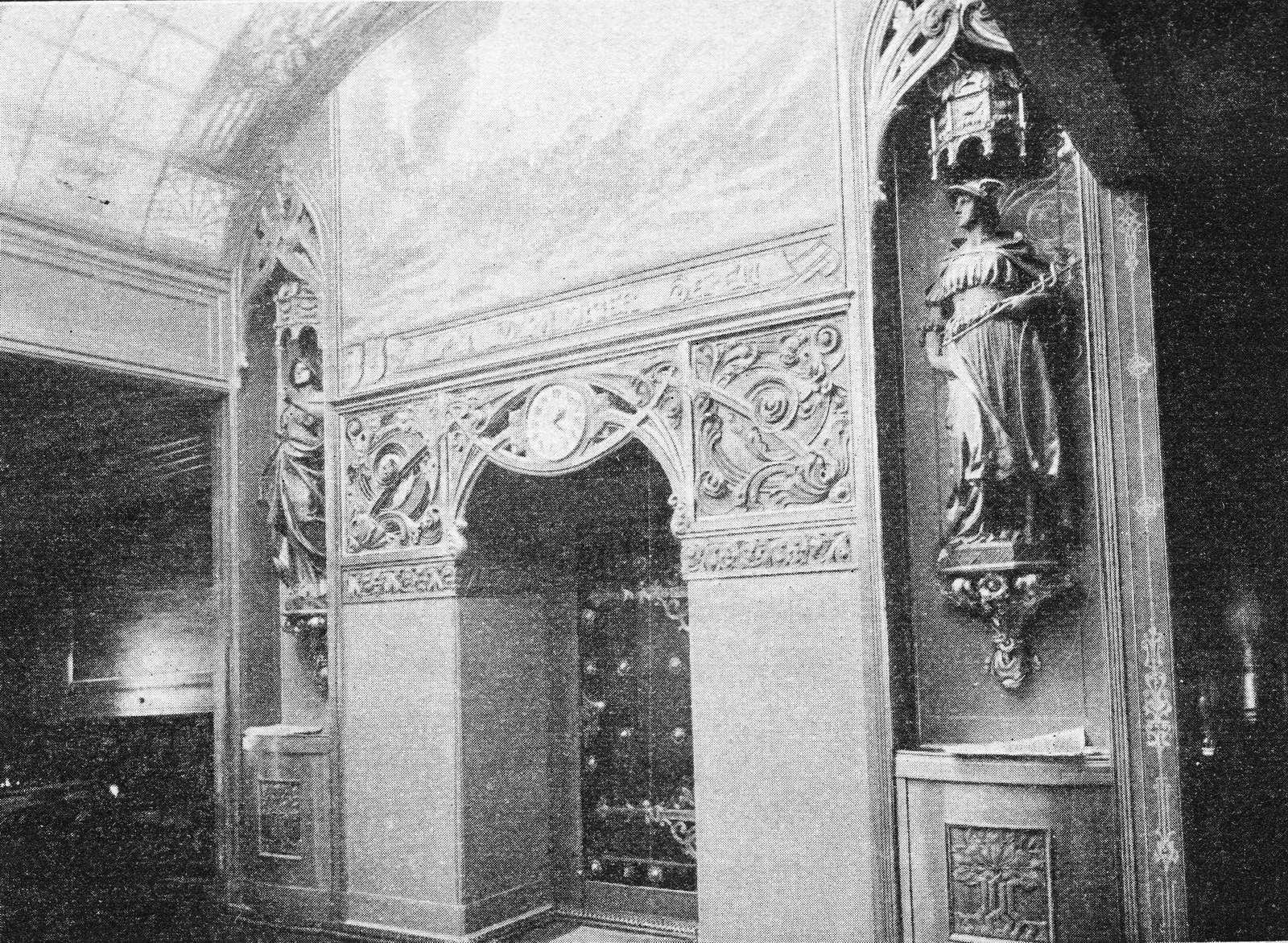
A dohányzó egy részlete

## Pályafutása

### ADeutschlanda transzatlanti útvonalon

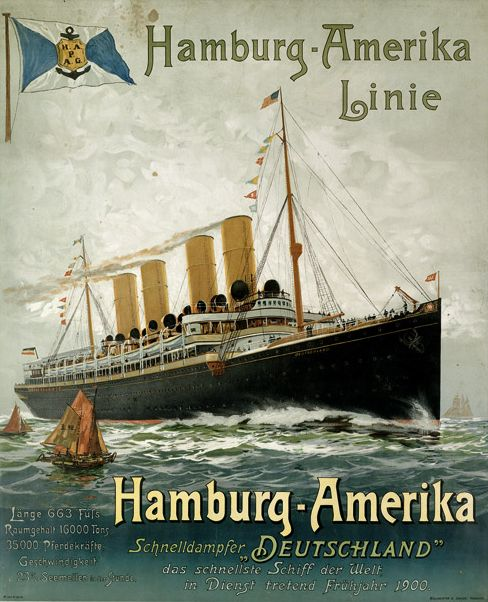
A HAPAG reklámplakátján

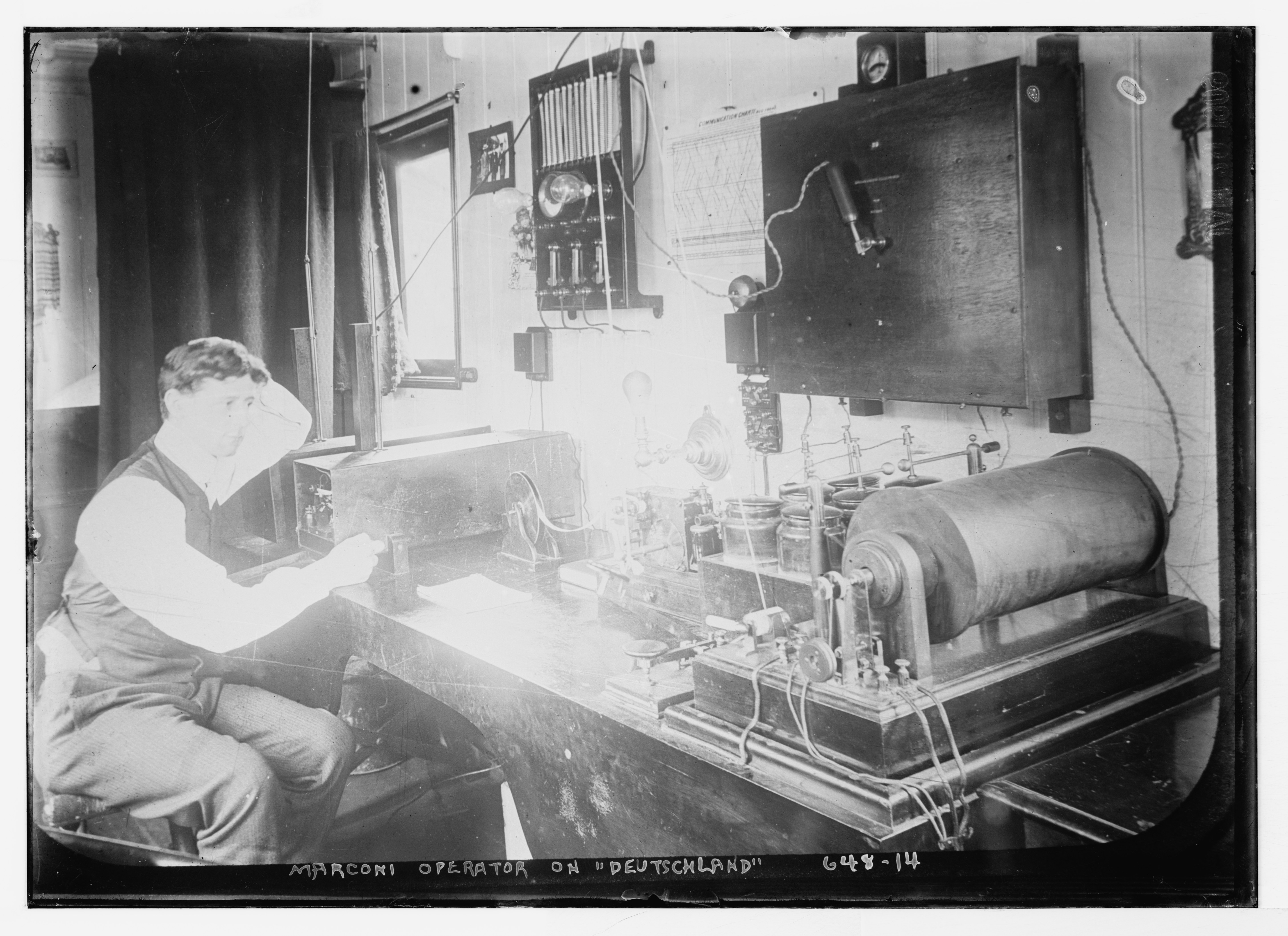
A hajó rádiósa 1914-ben

A Deutschland 1900. július 5-én hagyta el Bremerhavent Adolf Albers kapitány irányításával Cherbourg-t és Plymoutht útba ejtve a New York felé tartó útján. Eddystone-tól a New York előtti Sandy Hookhoz 5 nap, 11 óra és 5 perc alatt jutott el, amivel az átlagsebessége 23,51 csomó volt. Ezzel elhódította a Kék Szalagot a Kaiser Wilhelm der Großétól nagy figyelmet magára vonva mind Németországban, mind az Egyesült Államokban, Vilmos császár egy  "Bravo Deutschland!" tartalmú gratuláló táviratot küldött az alkalomból a HAPAG-nak.
Európába visszatérve a keleti átkelés sebességi rekordját is megdöntötte 23,38 csomóval 5 nap, 11 óra és 45 perc alatt teljesítve a távot. A sikerek ellenére nyilvánvalóvá vált, hogy a hajónak vibrációs gondjai vannak, különösen nagy sebességgel való haladáskor. A másodosztályon utazók érezték ezt leginkább, mivel az ő kabinjaik a tatnál kaptak helyet, ahol a rázkódás a legerősebb volt. Egy évvel később Stettinben dokkba állították, ahol a propellereit lecserélték abban a reményben, hogy az újakkal minimális mértékűre tudják csökkenteni a vibrációt, de a cserének semmi hatása nem lett.
1902 márciusában történt a hajóról nevezett „Deutschland-incidens”. Mikor Henrik herceggel a fedélzetén az óceánjáró az Egyesült Államokból visszatérőben volt Európába, a riválisnak számító Marconi rádióállomásai megtagadták a hálózatuk használatát a hajó Slaby-d'Arco szikratávírója számára. Az Egyesült Államokba és Németországba is üzeneteket küldeni próbáló Henrik herceg felháborodott az eseten. Egy későbbi konferencia során a Marconit kényszerítették arra, hogy más vállalatok számára is engedélyezze az állomásaihoz való hozzáférést. Ez az incidens a vezeték nélküli információáramlás korai történetének egyik fontos eseményének bizonyult. 
Szintén 1902-ben történt, hogy egy kemény viharban a Deutschland kormánylapátja az öntöttvasból készült hajógerinc egy részével együtt leszakadt a tatról, az óceánjáró pedig csupán a hajócsavarjait használva a manőverezéshez kellett visszatérjen Európába, majd bedokkolnia. Albers kapitányt ez annyira kimerítette, hogy a Bremerhavenben való dokkolás alatt a térképszobában szívrohamot kapott, és első tisztje karjaiba rogyva hunyt el. A hajó az egész nyári szezon idején javítás alatt volt a Blohm & Voss hamburgi hajógyárában.
A szolgálatba visszatérve 1902. szeptember 8-án sikerült visszaszereznie nyugati irányú átkelés rekordját az NDL Kronprinz Wilhelmjétől, amit egészen 1907 októberéig meg is tartott.
1902-ben a fedélzetén utazott New Yorkba John Jacob Astor az egyik „B” fedélzeten lévő lakosztályában. Ő 1912-ben a Titanic utasaként veszítette életét.
1903 júliusában Bremerhavent elhagyva egy szkúner túl közel került hozzá és a vitorlái beakadtak a korlátokba, a vitorlást pedig a forgó hajócsavarok kezdték magukhoz vonni. Az óceánjáró kapitánya azonnal leállíttatta a hajtóműveket és leeresztetett egy mentőcsónakot a szkúner legénységének kimentésére. A vitorlás kiszabadítása és az izgalmak elülte után a Deutschland folytatta az útját.
1906. július 17-én nekiütközött egy kőmólónak mikor elhagyta Dover kikötőjét New York felé tartó útján. A balesetet az okozta, hogy hátramenet helyett előre indult meg, és az orra annyira megsérült, hogy meg kellett szakítania az utat. A sérülést Southamptonban javították ki.
1907-ben a vibráció okozta problémákat végül sikerült kiküszöbölni a hajócsavar szárnyainak állásszögén módosítva és a tat részbeni átépítésével, ami főként a hajógerincet és a kormánylapát melletti részeket érintette. Eddigre az Lusitania visszaszerezte a Cunard számára a leggyorsabb keleti átkelés rekordját. A Deutschland ezt követően még három évet töltött transzatlanti útvonalon, majd a magas szénfogyasztása miatt kivonták az itteni szolgálatból.

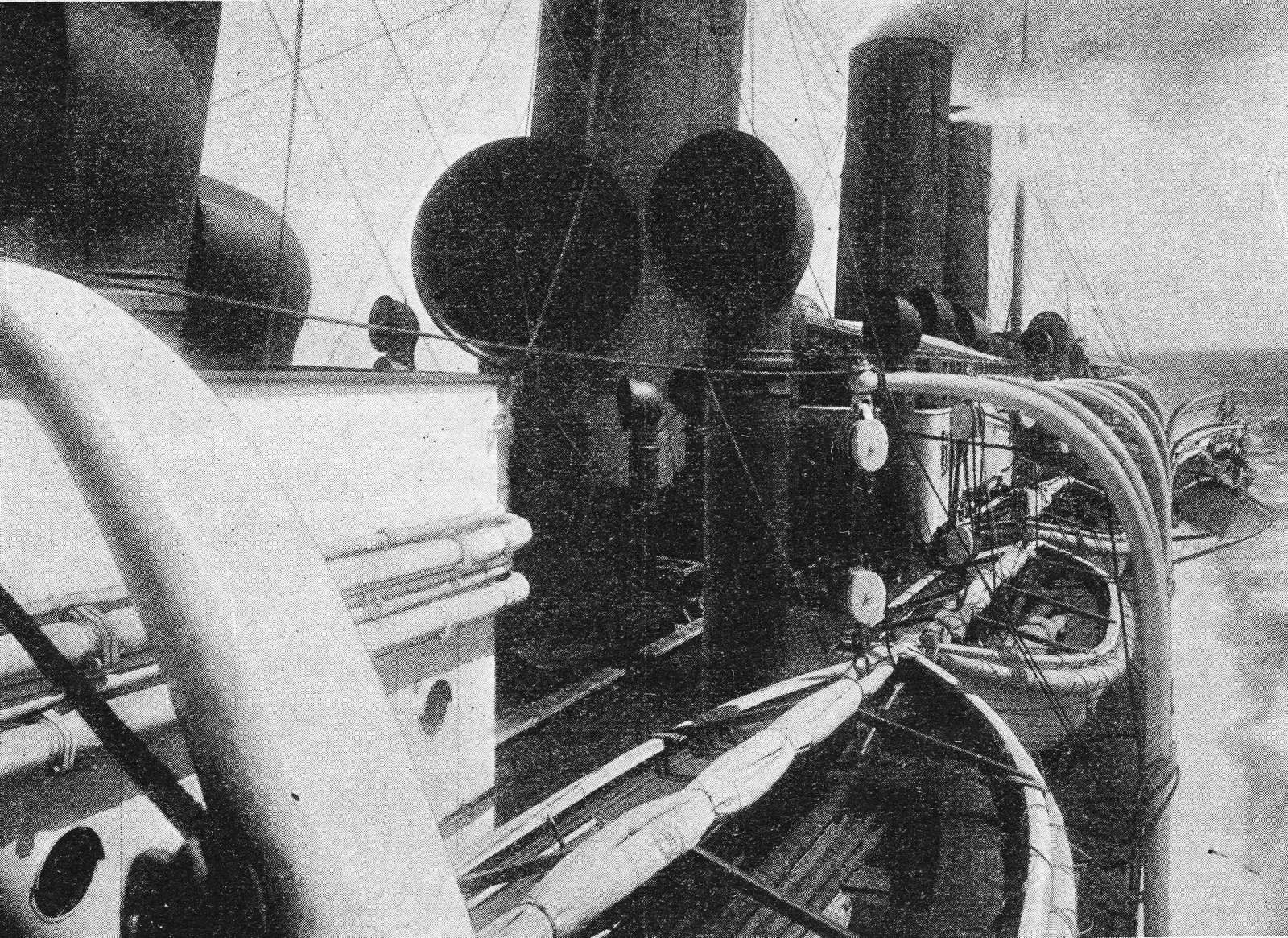
Csónakfedélzet
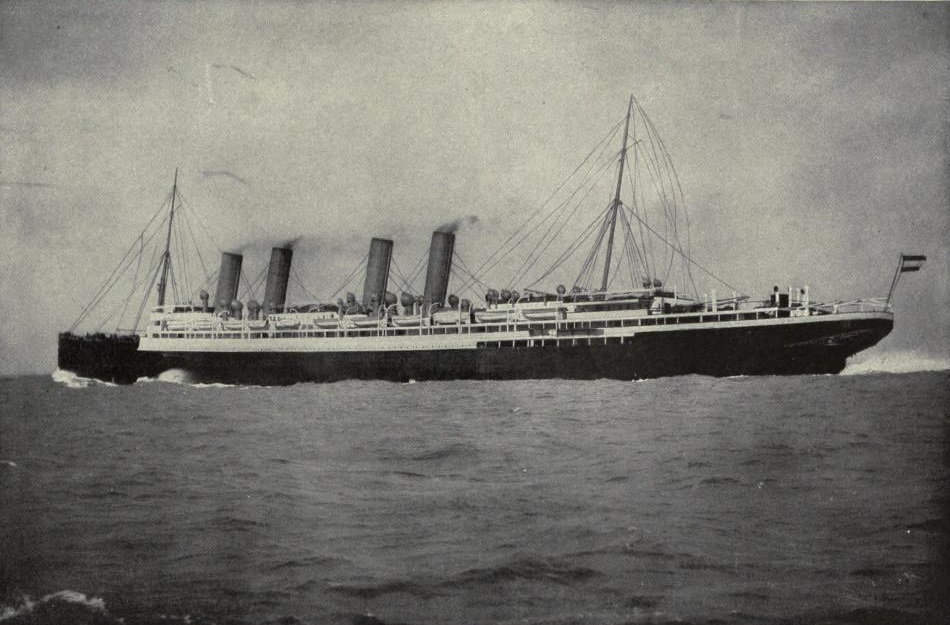
A Deutschland nagy sebességgel haladva az óceánon 1901 táján
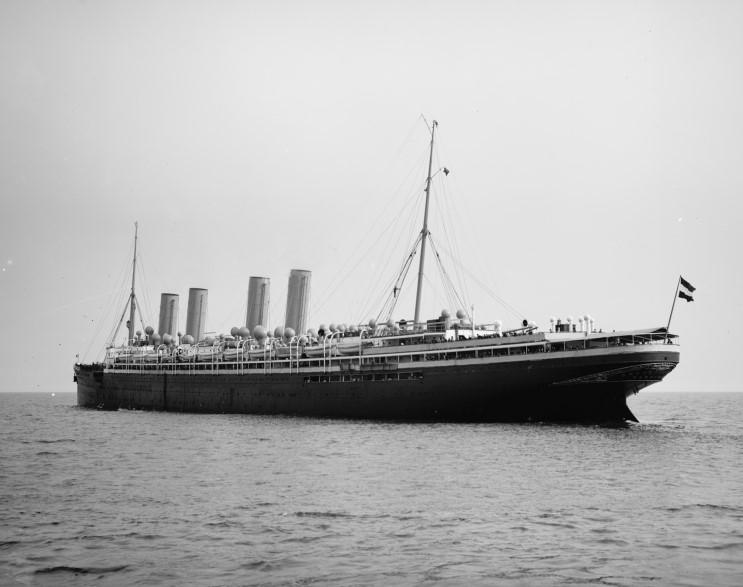
A Deutschland 1903-ban New York közelében
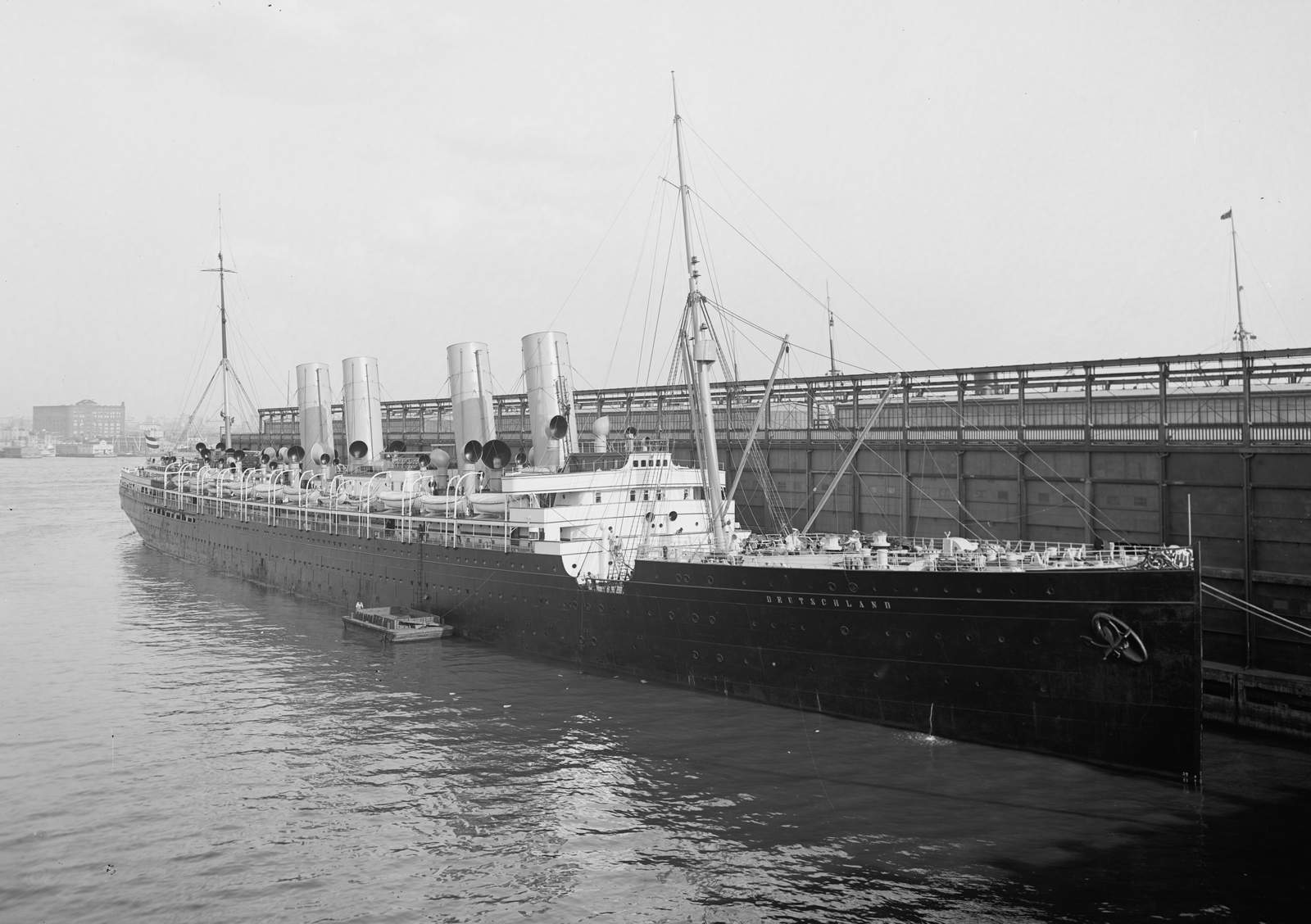
Hobokenben 1905-ben
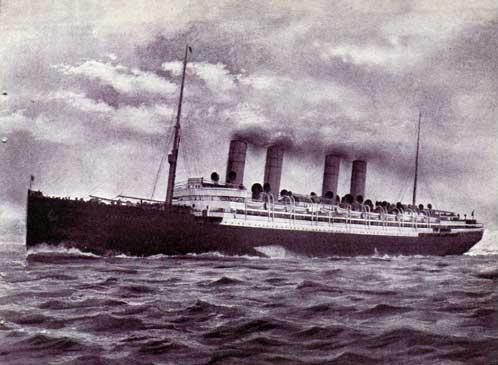
A Deutschland a nyílt tengeren 1906-ban

### Victoria Luisenéven üdülőhajóként

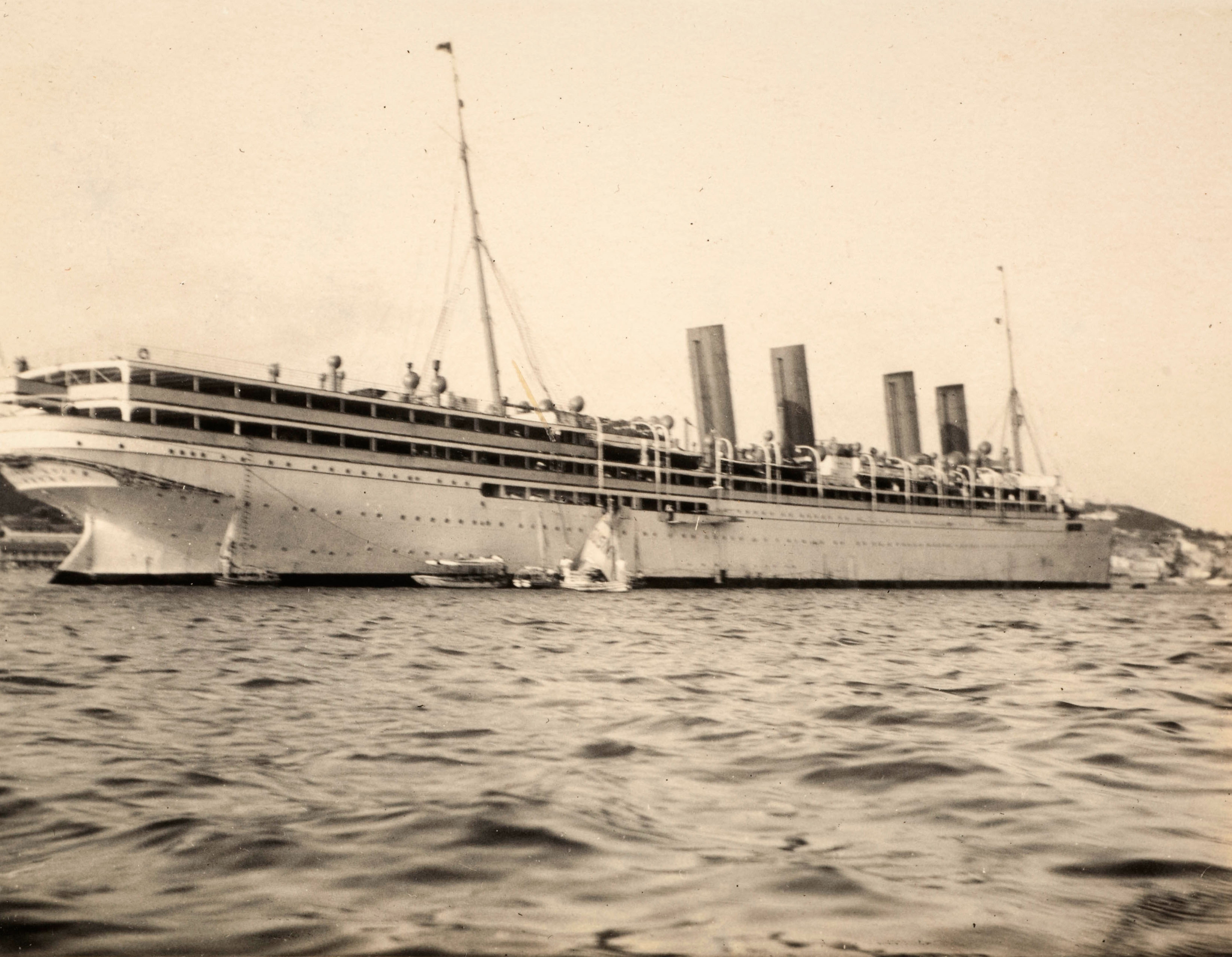
A Victoria Luise dokkban állva Havannában 1912 táján

Ezt követően átalakították és a 20. század egyik első üdülőhajója lett belőle Viktória Lujza porosz királyi hercegnő után a Victoria Luise nevet kapva. Az eredeti hajtóműveit lefojtották, mivel a nagy üzemi sebesség elérésére már nem volt szükség. Ezzel együtt a belső felületeit is átfestették teljesen fehérre, az utaslétszámát 500 főre csökkentették, akik egységesen első osztályú ellátásban részesültek.
A belső berendezettségét többnyire érintetlenül hagyták, leszámítva a harmadik kémény mögötti szolgálati helyiségek felszámolását és egy táncparkettes bálterem kialakítását. A grillezőt teázóvá alakították át, a Vienna Café helyén lakosztályokat alakítottak ki, a csónakfedélzeten pedig egy filmelőhívó helységet rendeztek be. Egy másik újítás a hajón az úszómedence megjelenése volt, ami az étkező alatt kapott helyet. Ezzel az első hajók egyike volt, mely úszómedencét kapott. Az első ilyennel rendelkező a White Star Line Adriaticja volt.
A Victoria Luise nevet előzőleg a HAPAG első üdülőhajóként megépített hajója, a Prinzessin Victoria Luise viselte, mely azonban 1906-ban Jamaica partjainál zátonyra futott és odaveszett.
1911. szeptember 23-án fehérre festett hajótesttel mint a világ legnagyobb üdülőhajója indult első útjára. 1914. június 8-án a Victoria Luise zátonyra futott az Elbán, aminek következtében egyik oldalára megdőlt. A géptermeit elöntötte a víz, de hamar újra úszóképes állapotba hozták, kijavították és visszaállították a szolgálatba.
1914. június 27-én az az évi Kieler Woche nyitóbálját a fedélzetén tartották Vilmos császár és a bécsi német követ jelenlétében. A követ a fedélzeten volt, mikor megérkezett a hír a szarajevói merényletről, és egy rombolót vett igénybe, hogy az öböl másik oldalán a Meteor nevű jachton tartózkodó császárt értesítse a történtekről.
Az első világháború idején átalakították segédcirkálóvá, de a még mindig problémás hajtóművei miatt ilyen minőségben nem alkalmazta a Császári Haditengerészet. A háború egész ideje alatt Hamburgban horgonyzott. A háború után a győztes hatalmak rossz állapota miatt nem kobozták el, így Németország egyetlen nagy utasszállító gőzöse maradt.

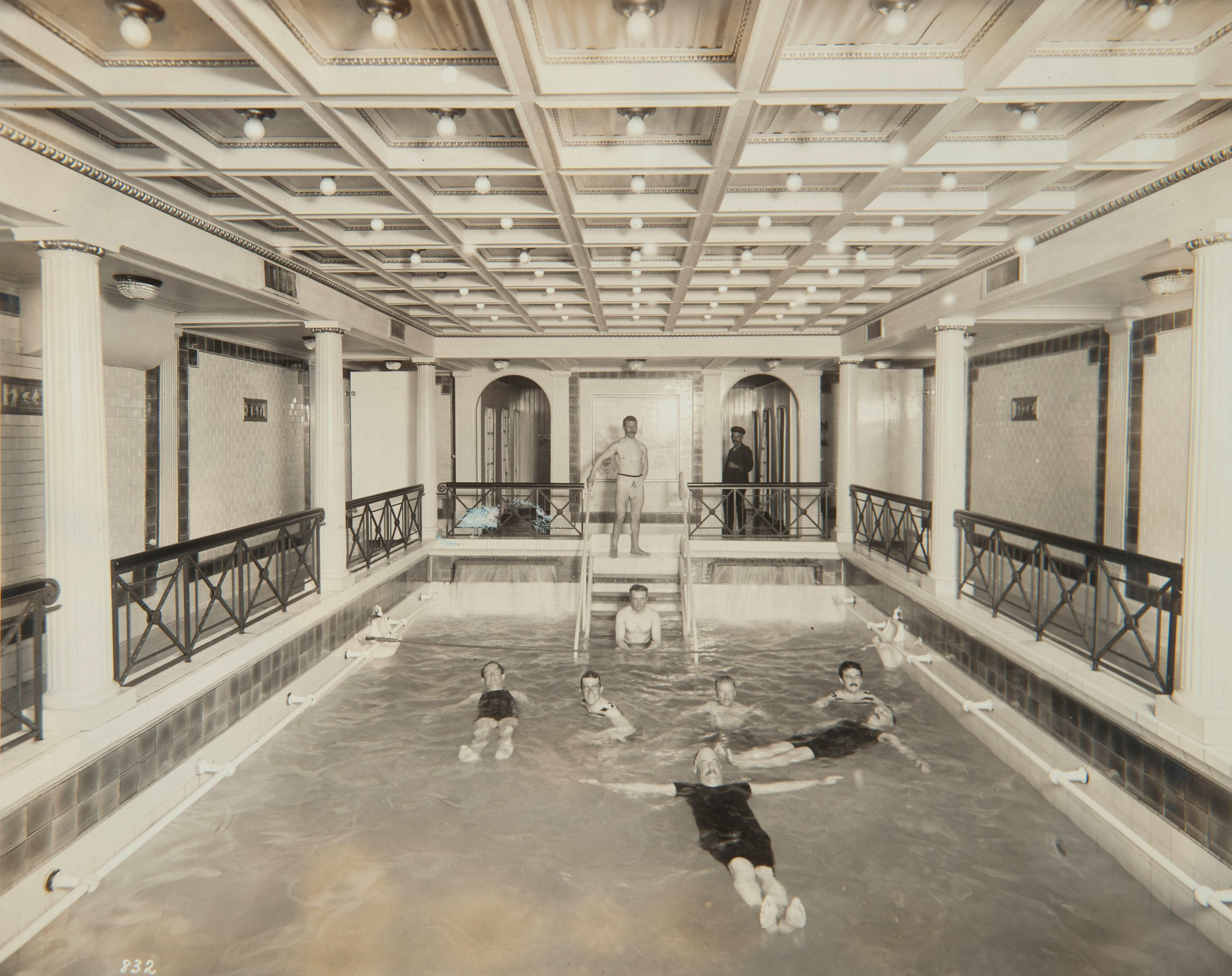
A Victoria Luise úszómedencéje
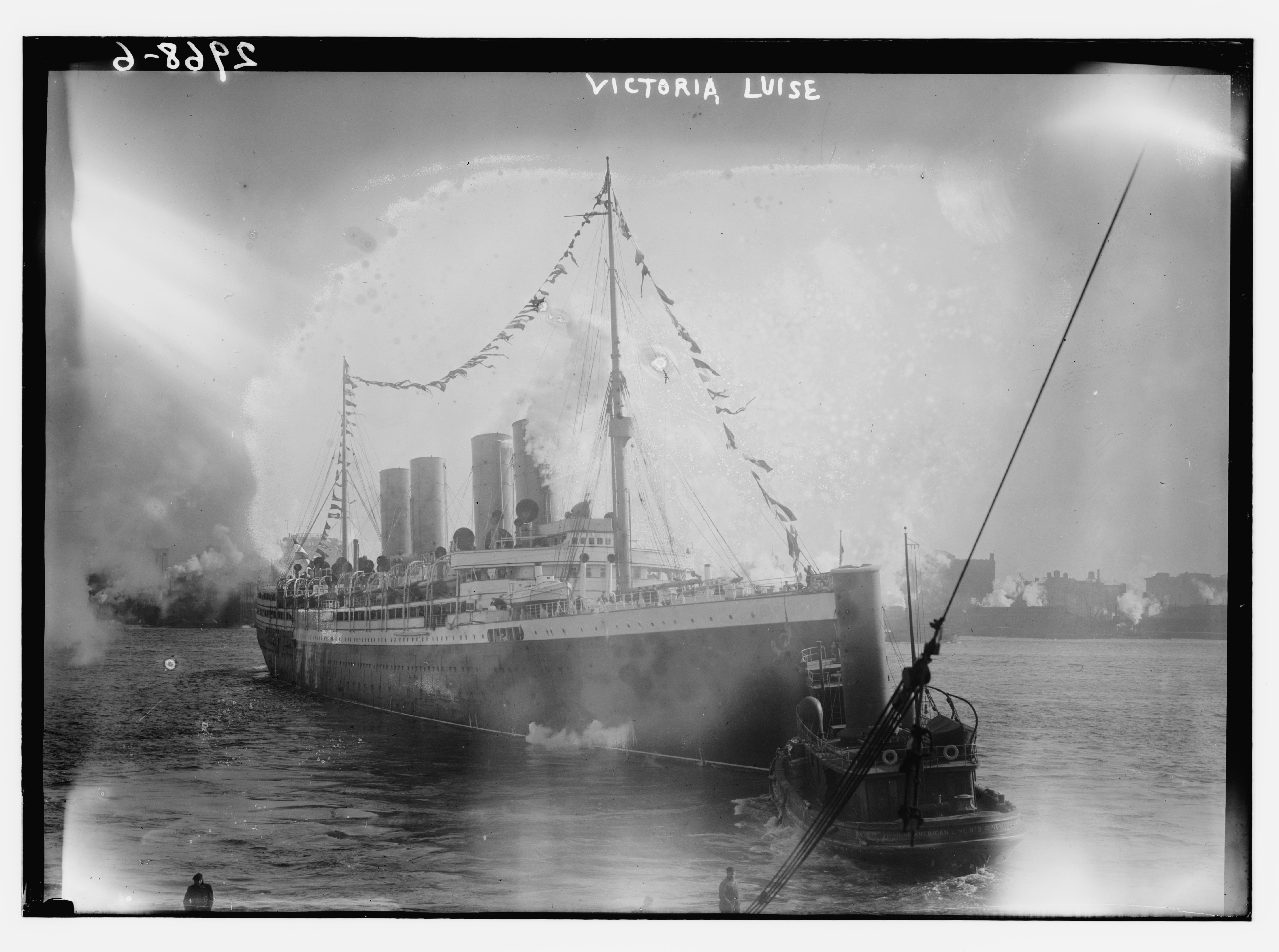
New Yorkba érkezve 1911 táján
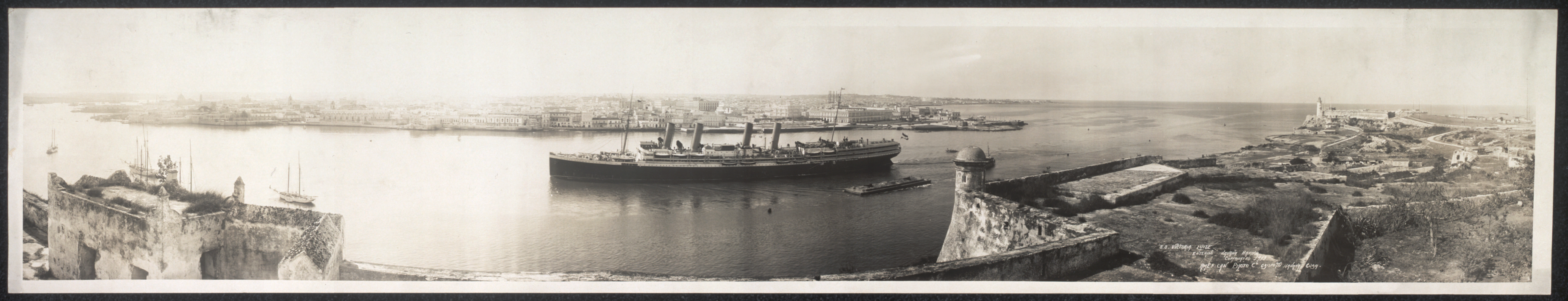
Panoramakép Havannáról a kikötőben a Victoria Luisével
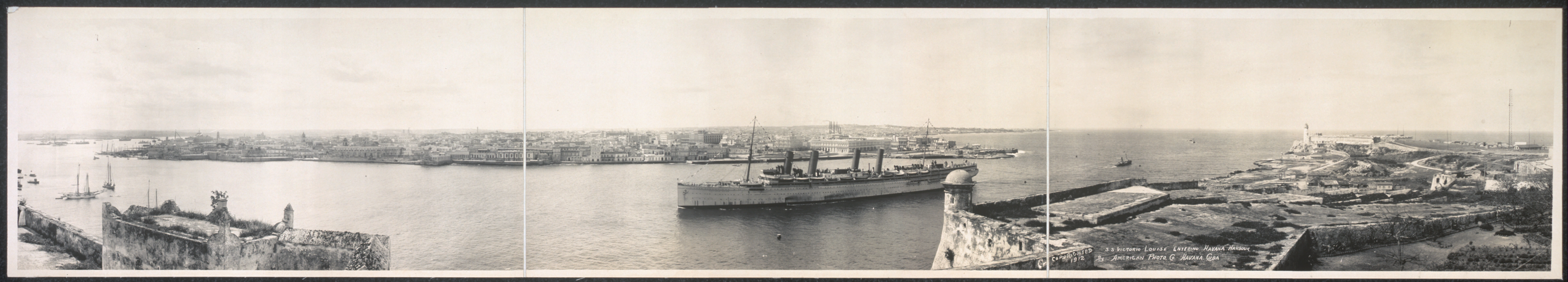
Havannába érkezve 1912-ben

### Hansanévvel „kivándorlóhajóként”

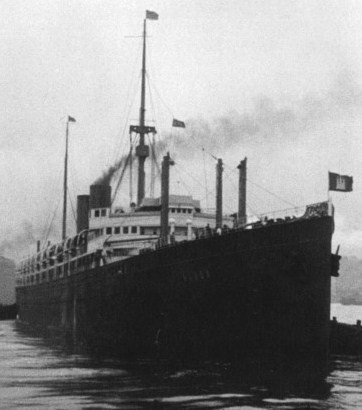
A Hansa 1921-ben

1920-ban Hansa névvel állították szolgálatba kivándorlóknak az Egyesült Államokba való szállítására. Az átalakítás során két kéményét eltávolították, és a belső felszereltségén is módosítottak pár helyen. Az összes elhelyezése harmadosztályú volt, leszámítva a 36 másodosztályú kabint.
Az Egyesült Államokban 1921-ben majd 1924-ben két a bevándorlást korlátozó törvényt fogadtak el (Emergency Quota Act ill. Immigration Act), ami miatt jelentősen visszaesett az USÁ-ba távozó európai kivándorlók száma. Emiatt a Hansa üzemeltetése sem volt már megtérülő, ezért 1925-ben kivonták a szolgálatból és az AG Vulcan hamburgi gyárában lebontották.

## Fordítás
- Ez a szócikk részben vagy egészben  a   SS Deutschland (1900) című angol Wikipédia-szócikk ezen változatának fordításán alapul.  Az eredeti cikk szerkesztőit annak laptörténete sorolja fel. Ez a jelzés csupán a megfogalmazás eredetét és a szerzői jogokat jelzi, nem szolgál a cikkben szereplő információk forrásmegjelöléseként.
- Ez a szócikk részben vagy egészben  a   Deutschland (Schiff, 1900) című német Wikipédia-szócikk ezen változatának fordításán alapul.  Az eredeti cikk szerkesztőit annak laptörténete sorolja fel. Ez a jelzés csupán a megfogalmazás eredetét és a szerzői jogokat jelzi, nem szolgál a cikkben szereplő információk forrásmegjelöléseként.

## Külső linkek
- Schnelldampfer Deutschland (hochhaus-schiffsbetrieb)
- SS Deutschland Archival Collection
- Deutschland (World of German Liners)
- The Great Ocean Liners: Deutschland Archiválva 2009. október 10-i dátummal a Wayback Machine-ben.
- Lost Liners: Deutschland
- MaritimeQuest: Deutschland
- The Great Ocean Liners: Deutschland/Victoria Luise/Hansa
- Prints & Photographs Online Catalog (PPOC): Bilder
- Schnelldampfer Deutschland: http://hochhaus-schiffsbetrieb.jimdo.com/schnelldampfer-deutschland/